# Firefly Motor & Engineering
Die Firefly Motor & Engineering Co. Ltd. war ein britischer Automobilhersteller in Croydon (Surrey). 1902–1904 wurden dort Wagen unterschiedlicher Größe gebaut.
Vom Kleinwagen mit 6 hp (ca. 0,7 l Hubraum) bis zum 4,5-l-Modell reichte die Spanne. Welche Modelle allerdings tatsächlich hergestellt wurden und welche nur auf dem Papier existierten, was um die Jahrhundertwende häufig der Fall war, ist heute nicht mehr zu ermitteln. Weitere Daten der Modelle sind ebenfalls nicht bekannt.

## Quelle
- David Culshaw & Peter Horrobin: The Complete Catalogue of British Cars 1895–1975. Veloce Publishing plc. Dorchester (1999).  ISBN 1-874105-93-6